# 弄安佛塔
弄安佛塔，也叫弄安白塔，傣语称广母弄安，位于云南省德宏傣族景颇族自治州瑞丽市勐卯街道弄安寨，属上座部佛教佛塔。佛教徒认为这是佛祖释迦牟尼转世的金鸭骨塔，故又称金鸭塔。

## 历史
弄安佛塔始建于清代，1966年“文化大革命”时期被毁，1981年重建佛塔。1989年4月20日，被瑞丽县人民政府列入县级文物保护单位。1991年，旅缅华侨胡凤英捐赠20万元新建奘寺:697。2022年10月18日，公布为第五批德宏州文物保护单位。

## 建筑
弄安佛塔为实心砖塔，主塔高18米，周环四座高9米的小塔:589。塔基正方形，边长10.1米，高1.4米，上分三层，为平面八角形，每面均设佛龛，二、三层向内收敛，顶部为主塔的莲台。